# Metro van Algiers
De Metro van Algiers (Arabisch: مترو الجزائر العاصمة, Frans: Métro d'Alger) is een openbaar vervoersstelsel in de hoofdstad en grootste stad van Algerije, Algiers. De eerste lijn, van Hai el Badr naar Grande Poste, werd in 2011 geopend na ongeveer dertig jaar van voorbereiding en constructie. Deze lijn is negen kilometer lang en telt tien stations. In 2009 kwamen de eerste metrostellen aan en sindsdien werden testritten uitgevoerd. Na herhaaldelijk uitstel werd de metro  op 1 november 2011 voor het publiek geopend.
Sinds de jaren tachtig wordt er aan het project gewerkt, maar wegens financiële problemen werd het werk stilgelegd in de jaren negentig. In 2003 werd met de constructie van de ondergrondse weer verdergegaan. Volgens planning zal het Algierse metronet in de verre toekomst drie lijnen en 62 stations tellen, en een lengte kennen van 64 kilometer.